# Al-Arid
Al-Arid (tiếng Ả Rập: العريض) là một ngôi làng của Syria nằm trong phó huyện Mahardah của huyện Mahardah ở Tỉnh Hama. Theo Cục Thống kê Trung ương Syria (CBS), al-Arid có dân số 124 người trong cuộc điều tra dân số năm 2004. Cư dân của nó chủ yếu là người Hồi giáo Sunni.